# 阿泽拉
阿泽拉（法語：Azérat，法語發音：[azeʁa]）是法国上卢瓦尔省的一个市镇，属于布里尤德区。

## 地理
阿泽拉（45°21'44"N, 3°22'57"E）面积18.11 平方千米，位于法国奥弗涅-罗讷-阿尔卑斯大区上盧瓦爾省，该省份为法国中南部省份，北起多姆山省和卢瓦尔省，西接康塔爾省，南至洛泽尔省，东临阿尔代什省。
与阿泽拉接壤的市镇（或旧市镇、城区）包括：阿尼亚、欧宗、科阿德、拉莫特、圣伊莱尔、韦尔贡容。

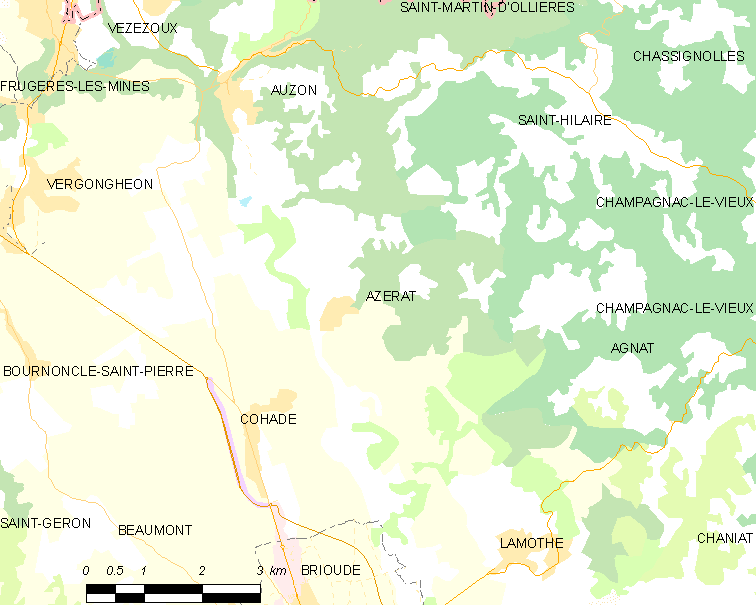
阿泽拉的OSM定位图

阿泽拉的时区为UTC+01:00、UTC+02:00（夏令时）。

## 行政
阿泽拉的邮政编码为43390，INSEE市镇编码为43017。

## 政治
阿泽拉所属的省级选区为圣弗洛里娜县。

## 人口

1962-2008年间阿泽拉人口变化图示

阿泽拉于2022年1月1日时的人口数量为294人。